# Machaerium scleroxylon
Machaerium scleroxylon är en ärtväxtart som beskrevs av Louis René Tulasne. Machaerium scleroxylon ingår i släktet Machaerium och familjen ärtväxter. Inga underarter finns listade i Catalogue of Life.